# Guro Reiten
Guro Reiten (Sunndalsøra, 1994. július 26. –) norvég női válogatott labdarúgó. A Chelsea támadó középpályása.

## Pályafutása

### Klubcsapatokban
A Møre og Romsdal megyében található Sunndalsørában született. Édesanyja elmondása szerint már gyermekkorában focicipőben és labdával ment mindenhova, szabadidejének jelentős részét pedig barátaival a pályán töltötte.

#### Sunndal
A helyi Sunndal korosztályos csapatainál kezdte bontogatni szárnyait, olyan csapattársak mellett, mint a Hegerberg testvérek Ada és Andrine.

#### Kattem
16 évesen a Kattem színeiben debütálhatott az első osztályban. Első évében egy találattal segítette csapatát, 2012-ben azonban a kattemiek legeredményesebb játékosaként 11 góllal fejezte be a bajnokságot.

#### Trondheims-Ørn
Eredményes és hatékony szezonját követően semmi kétség sem fért ahhoz, hogy magasabb szinten folytathatja pályafutását és a Trondheims-Ørn színeiben lépett pályára a 2013-as kiírásban. A Sasoknál töltött három idényében a középmezőnyben végeztek, Reiten viszont több alkalommal is bizonyította tehetségét, mellyel klubja meghatározó játékosává lépett elő.

#### Lillestrøm
Az LSK már régóta figyelte Reitent és 2017-ben szerződést ajánlott a fiatal tehetségnek. Lillestrømben a középpályán kapott helyet, de gólérzékenysége jelentősen kiteljesedett.
A Toppserienben 2014 óta egyeduralkodó LSK-nál 18 találattal gólkirálynőként zárta első szezonját és bajnoki címet szerzett. 2018-ban a bajnoki cím mellé a kupagyőzelmet is megszerezte klubjával, 21 góljával pedig koronáját is sikerült megőriznie.
Teljesítményének köszönhetően Európa élcsapatai kezdték ajánlataikkal ostromolni, de Guro még korainak tartotta a váltást, így maradt a sárga-feketéknél és még egy bajnoki trófeát, valamint egy kupát helyezett vitrinjébe.

#### Chelsea
2019. május 31-én szerződést kötött a Chelsea együttesével. A koronavírus-járvány miatt megszakadt 2019–20-as szezon mind a 15 mérkőzésén szerepelt és 5 góllal járult hozzá klubja bajnoki címéhez. Augusztus 5-én újabb hároméves kontraktust írt alá a Kékekhez.
A 2023–24-es idény második játéknapja után bokaszalag sérülést szenvedett, amely hosszabb pihenőre kényszerítette.

### A válogatottban
A 2011-es U19-es Európa-bajnokságon egy találatot szerzett, a döntőben azonban elbuktak csapattársaival Németország ellen.
2014 óta szerepel a norvég nemzeti tizenegyben és azóta minden rangos nemzetközi versenyen képviselte hazáját.

## Sikerei

### Klubcsapatokban
Angol bajnok (4):
- Chelsea (4): 2019–20, 2020–21, 2021–22, 2022–23

 Angol kupagyőztes (3):
- Chelsea (3): 2021, 2022, 2023

 Angol szuperkupa (1):
- Chelsea (1): 2020

 Angol ligakupa-győztes (2):
- Chelsea (2): 2020, 2021

 Norvég bajnok (3):
- Lillestrøm SK (3): 2017, 2018, 2019

 Norvég kupagyőztes (2):
- Lillestrøm SK (2): 2018, 2019

### A válogatottban
Norvégia
- U19-es Európa-bajnoki ezüstérmes: 2011
- Algarve-kupa győztes: 2019
- Algarve-kupa bronzérmes: 2020

### Egyéni
- Az Év játékosa (3): 2017, 2018, 2022
- Norvég gólkirálynő (2): 2017 – (18 gól), 2018 – (21 gól)